# Río Salamat
El río Salamat (en árabe, Bahr Salamat) es un río estacional del África tropical, uno de los principales afluentes del río Chari, a su vez principal afluente del lago Chad, que discurre a través de Sudán y Chad. En su curso superior se conoce como Bahr Azoum. Su nombre proviene del árabe Bahr que significa mar o masa de agua.

## Geografía
El río tiene sus fuentes en el Sudán, en la región del Sahel de Darfur. Surge de una multitud de pequeños arroyos estacionales que fluyen gradualmente. Una vez formado se llama Bahr Azoum y cruza la frontera hacia el Chad. El Bahr Azoum se dirige en general de noreste al sureste y su curso es como un uadi periódico, generalmente seco, pero que crea algunas inundaciones espectaculares. Después de la ciudad de Am-Timan (30.443 hab. en 2008), la principal de todo su curso, sus aguas se pierden en un delta interior, donde forma principalmente el lago Iro. Al norte del delta se ha creado el parque nacional de Zakouma, que antes tenía una importante colonia de elefantes, ahora en grave peligro debido a los cazadores furtivos.
El río resurge desde el delta —habiendo perdido parte de su caudal— con el nombre de Bahr Salamat. 
Continuando su curso hacia el oeste-suroeste, en un rico paisaje de sabanas, finalmente desemboca en la orilla derecha del río Chari, a unos cincuenta kilómetros aguas abajo de la ciudad de Sarh (antiguo Fort-Archambault), después de la confluencia entre el Bahr Sara y el Chari, y frente al parque nacional Manda, situado en la orilla opuesta del Chari.

## Hidrometría
El caudal del río se ha observado durante 21años (1953-73) en Am-Timan, población del Chad ubicada a unos 500 km río arriba de la confluencia con el Chari. En Am-Timan, el caudal medio anual observado en ese período fue de 31 m³/s para una zona drenada de unos 85.600 km², es decir, un 90 % del total de la cuenca del río.
Caudal medio mensual del río Bahr Azoum medido en la estación hidrológica de Am-Timan (en m³/s)
(calculado con datos de un periodo de 21 años, 1953-73)